# Пхеньянский международный кинофестиваль
Пхеньянский международный кинофестиваль (кор. 평양국제영화축전?, 平壤國際映畵祝典?) — кинофестиваль , ранее проходивший раз в два года в городе Пхеньян, столице КНДР.
В последние годы кинофестиваль в свою программу включает фильмы из Западных стран, с которыми КНДР имеет дипломатические отношения.
Большинство японских фильмов, а также все американские, тайваньские и южнокорейские фильмы запрещены в КНДР.

## История
Впервые кинофестиваль прошёл в 1987 году как «Пхеньянский кинофестиваль неприсоединившихся и других развивающихся стран». Название точно подчёркивало суть кинофестиваля: он явился культурным обменом между странами «Движения неприсоединения». Кинофестиваль тогда проходил в период с 1 по 10 сентября, на нём были показаны короткометражки, художественные и документальные фильмы, лучшим были вручены награды.
Кинофестиваль снова вернулся в 1990 году и с той поры проводится по сей день. Периодически в программу фестиваля включают и кинофильмы производства КНДР, которые оценены высшим руководством, как например, тот, что был показан в 1992 году — «Слава нашему народу, придерживающемуся высокому уважению к Великому руководителю», а также зарубежные фильмы о революционном сопротивлении.

### 1987, I фестиваль
Премия «Золотой факел» за высокую идейность и художественность — «Колокольчик», КНДР. Режиссёр — Чо Кенг Сун.

### 2000, VII фестиваль
В 2000 год к участию впервые были допущены фильмы из Японии, отношения с которой у КНДР остаются напряжёнными. 6 фильмов режиссёра Ёдзи Ямады, включая 2 серии Otoko wa tsurai yo — многосерийной франшизы, были показаны на кинофестивале и в кинотеатрах.

### 2004, IX фестиваль
Девятый кинофестиваль, прошедший в 2004 году, уменьшил культурные ограничения с показом дублированной и цензурированной версии британской комедии «Играй, как Бекхэм» и южно-африканской драмы, спродюсированной США, «Плачь, любимая страна». «Играй, как Бекхэм» понравился ограниченной аудитории в менее, чем сто человек. Этот фильм получил музыкальный приз.

### 2006, X фестиваль

Постер фильма «Дневник школьницы» для французского проката

В 2006 году шведская вампирская комедия «30 дней до рассвета» (реж. Андреас Баде) была показана на фестивале, будучи первым иностранным фильмом ужасов, который когда-либо был просмотрен в КНДР.
«Дневник школьницы», чья премьера состоялась на кинофестивале в 2006 году, в 2007 году стал первым северокорейским фильмом, который прорвался на международный кинопрокат со времён фильма «Хон Гиль Дон» (1986), благодаря французской компании «Pretty Pictures», купившей его. В конце 2007 года фильм вышел во Франции.

### 2008, XI фестиваль
В 2008 году на кинофестивале было показано 110 картин из 46 стран.

### 2010, XII фестиваль
Было представлено более 100 фильмов. Международное жюри возглавлял Дерек Элли (Великобритания), Россию в жюри представлял продюсер Юрий Гинзбург. Дебаты членов жюри длились пять часов. Из российских лент были показаны «Императрица и Пугачёв», «Мужчина в доме», «Горячие новости» (Россия — Швеция, реж. Андреас Баде), «Палата № 6», «Коля — перекати поле» (английский вариант названия — «Kolya the Rolling Stone»). Из фильмов КНДР — всемирно известные «Море крови», «Цветочница», «Колокольчик», «Страна, которую я увидел».
Гран-при: «Пешком в школу», КНР, режиссёры Пэн Цзяхуан, Пэн Чэнь.
Лучшая мужская роль: Фёдор Добронравов за фильм «Мужчина в доме», Россия.
Премия за художественное оформление: «Мужчина в доме», реж. А. Зеленков, Россия.
Премия во внеконкурсном показе: «Палата номер 6», реж. К. Шахназаров, Россия.
На главный приз претендовала также кинолента «Город из моря» (Польша).

### 2012, XIII фестиваль
На XIII фестивале в 2012 году гран-при получил фильм «Большая надежда» («Big hope», Германия). Сыгравший в нём Даниэль Брюль получил приз за лучшую мужскую роль. Лучшей женской ролью была признана игра Полины Кутеповой в фильме «Дом ветра». Из российских картин был отмечен специальным призом жюри «Белый тигр». Другие награды:
Лучшая режиссёрская работа — «Товарищ Ким Хочет летать», КНДР-Великобритания-Бельгия.
Специальный приз — «Асмаа», Египет.
Специальный приз — «Встреча в Пхеньяне», КНДР-КНР.
Также была представлена российская картина «Земля людей» (реж. Сергей Говорухин). Фестивальные ленты демонстрировались не только в кинотеатрах, но и на большом уличном экране у здания Пхеньянского железнодорожного вокзала. В число членов жюри входил российский кинопродюсер Максим Хусаинов.

### 2014, XIV фестиваль
Было представлено более ста фильмов из тридцати стран, в том числе Великобритании, Германии, Франции, Италии, Испании, Швейцарии, России, Турции, Египта, Китая, Ирана, Индии, Бразилии.
Председатель международного жюри — Михаил Косырев-Нестеров. Также в жюри вошли кинематографисты из Франции, Ирана, КНР и КНДР.
Гран-при: «Моя прекрасная страна» / Die Brücke am Ibar (Германия-Сербия-Хорватия, режиссёр Михаелла Кизеле), ранее уже взявший приз Баварской Киноакадемии 2013 года, и другие награды — о войне в Югославии в 1999 году и «любви на фоне ненависти» между двумя представителями враждующих наций.
Лучшая женская роль — Светлана Ходченкова, исторический художественный фильм «Василиса» режиссёра Антона Сиверса (Россия) о войне 1812 года.
Приз за лучшие спецэффекты — х/ф «Василиса».
Россия представила на фестиваль также документальную ленту «Что такое Холокост?», КНДР — мультфильм «Девочка, которая нашла огонь» и художественный фильм «На другой стороне горы».

### 2016, XV фестиваль
В фестивале приняли участие более 60 стран, в том числе Италия, Сирия, Германия, Мексика, Иран, Франция, Индия, Россия, Китай, Филиппины, Польша.
Кинофестиваль открылся демонстрацией российской киноленты «Тихая застава». Также были представлены российские фильмы «Август. Восьмого», «Скалолазка и последний из седьмой колыбели», «Зеленая карета» и ряд других.
Кинематограф КНДР был представлен документальным фильмом «Процветающий Пхеньян» и художественным фильмом «История моей семьи».
В жюри вошли представители Новой Зеландии, Великобритании и Индии. Председателем жюри стал Юрий Матюшин.